# Gle Ba Langien
Gle Ba Langien är ett berg i Indonesien.   Det ligger i provinsen Aceh, i den västra delen av landet, 1 800 km nordväst om huvudstaden Jakarta. Toppen på Gle Ba Langien är 380 meter över havet, eller 200 meter över den omgivande terrängen. Bredden vid basen är 3,8 km.
Terrängen runt Gle Ba Langien är kuperad åt sydväst, men åt nordost är den platt. Havet är nära Gle Ba Langien åt nordväst.Runt Gle Ba Langien är det ganska glesbefolkat, med 25 invånare per kvadratkilometer. Omgivningarna runt Gle Ba Langien är en mosaik av jordbruksmark och naturlig växtlighet.